# Donald McMurchie
Donald McMurchie (* 2. Oktober 1896 im Clay County, South Dakota; † 20. November 1981 in Sioux Falls, South Dakota) war ein US-amerikanischer Politiker. Zwischen 1937 und 1941 war er Vizegouverneur des Bundesstaates South Dakota.
Über die Jugend und Schulausbildung von Donald McMurchie ist nichts überliefert. Auch über seinen Werdegang jenseits der Politik gibt es keine Angaben. Er lebte in South Dakota und war Mitglied der Republikanischen Partei. 1936 wurde er an der Seite von Leslie Jensen zum Vizegouverneur von South Dakota gewählt. Dieses Amt bekleidete er nach einer Wiederwahl zwischen 1937 und 1941. Dabei war er Stellvertreter des Gouverneurs und Vorsitzender des Staatssenats. Seit 1939 diente er unter dem neuen Gouverneur Harlan J. Bushfield. Nach seiner Zeit als Vizegouverneur ist er politisch nicht mehr in Erscheinung getreten. Er starb am 20. November 1981 in Sioux Falls.